# Adelheid van Champagne
Adelheid van Champagne (± 1140 – 4 juni 1206) was de derde vrouw van koning Lodewijk VII van Frankrijk. Bronnen vermelden haar ook wel onder de naam Alix, Alice of Adele van Champagne. Zij was een dochter van graaf Theobald IV van Blois.
Nauwelijks één maand na de dood van zijn tweede vrouw Constance van Castilië (-1160), trad Lodewijk VII met haar in het huwelijk, op 13 november 1160. Vier jaar later schonk zij hem een zoon, genaamd Dieudonné, die zijn vader zou opvolgen als Filips II Augustus. Toen koning Lodewijk fysiek begon af te takelen en het zeker werd dat hij zijn zoon tot zijn medekoning zou aanstellen, begon Adelheid deze op verstikkende wijze te betuttelen en te intrigeren in het voordeel van haar broers Hendrik van Champagne, die reeds eerder blijk had gegeven van territoriale ambities, en Theobald van Blois. Misbruik makend van haar macht wist zij deze uit te huwelijken aan de dochters die Lodewijk VII had bij zijn eerste vrouw Eleonora van Aquitanië.
Filips, die zich ergerde aan de betutteling door zijn moeder, had echter haar intriges door en toen hij in 1190 vertrok voor de Derde Kruistocht vertrouwde hij het regentschap toe aan háár en haar andere broer Willem, aartsbisschop van Reims (en Sens), maar wel onder strikte voorwaarden, zodat zij geen misbruik konden maken van hun macht.
De regenten mochten onder meer geen belastingen heffen en hadden géén toegang tot de koninklijke schatkamer, waarvan de hoede werd toevertrouwd aan de Tempeliers. Aangestelde baljuws moesten recht spreken in naam van de koning en konden, tenzij in geval van ernstig vergrijp, niet vervangen worden door de regenten, die regelmatig verslag moesten uitbrengen van hun verrichtingen. Op die manier manifesteerde Filips zijn uitdrukkelijke wens om zijn koninkrijk persoonlijk vanuit het oosten te blijven besturen. Overigens had hij het koninklijke zegel, dat nodig was om alle officiële documenten te bezegelen, met zich meegenomen.
Na de terugkeer van haar zoon in 1192 trok Adelheid van Champagne zich uit het openbare leven terug en hield zich enkel nog onledig met het stichten van abdijen. Zij overleed op 4 juni 1206.

## Voorouders
| Voorouders van Adelheid van Champagne (1140-1206) | Voorouders van Adelheid van Champagne (1140-1206)                               | Voorouders van Adelheid van Champagne (1140-1206)                               | Voorouders van Adelheid van Champagne (1140-1206)                               | Voorouders van Adelheid van Champagne (1140-1206)                               | Voorouders van Adelheid van Champagne (1140-1206)                               | Voorouders van Adelheid van Champagne (1140-1206)                               | Voorouders van Adelheid van Champagne (1140-1206)                               | Voorouders van Adelheid van Champagne (1140-1206)                               |
| ------------------------------------------------- | ------------------------------------------------------------------------------- | ------------------------------------------------------------------------------- | ------------------------------------------------------------------------------- | ------------------------------------------------------------------------------- | ------------------------------------------------------------------------------- | ------------------------------------------------------------------------------- | ------------------------------------------------------------------------------- | ------------------------------------------------------------------------------- |
| Overgrootouders                                   | Theobald III van Blois (1012-1089) ∞ Garsende van Maine (-)                     | Theobald III van Blois (1012-1089) ∞ Garsende van Maine (-)                     | Willem de Veroveraar (±1028–1087) ∞ 1051 Mathilde van Vlaanderen (1031-1083)    | Willem de Veroveraar (±1028–1087) ∞ 1051 Mathilde van Vlaanderen (1031-1083)    | Engelbert I van Spanheim (1035-1096) ∞ Hadwig (1045-1085)                       | Engelbert I van Spanheim (1035-1096) ∞ Hadwig (1045-1085)                       | Ulrich van Passau (-1099) ∞ ?                                                   | Ulrich van Passau (-1099) ∞ ?                                                   |
| Grootouders                                       | Stefanus II van Blois (1045-1102) ∞ Adela van Engeland (1062-1137)              | Stefanus II van Blois (1045-1102) ∞ Adela van Engeland (1062-1137)              | Stefanus II van Blois (1045-1102) ∞ Adela van Engeland (1062-1137)              | Stefanus II van Blois (1045-1102) ∞ Adela van Engeland (1062-1137)              | Engelbert van Karinthië (1070-1141) ∞ Uta van Passau (-)                        | Engelbert van Karinthië (1070-1141) ∞ Uta van Passau (-)                        | Engelbert van Karinthië (1070-1141) ∞ Uta van Passau (-)                        | Engelbert van Karinthië (1070-1141) ∞ Uta van Passau (-)                        |
| Ouders                                            | Theobald IV van Blois (1090-1152) ∞ Mathilde van Sponheim-Karinthië (1106-1160) | Theobald IV van Blois (1090-1152) ∞ Mathilde van Sponheim-Karinthië (1106-1160) | Theobald IV van Blois (1090-1152) ∞ Mathilde van Sponheim-Karinthië (1106-1160) | Theobald IV van Blois (1090-1152) ∞ Mathilde van Sponheim-Karinthië (1106-1160) | Theobald IV van Blois (1090-1152) ∞ Mathilde van Sponheim-Karinthië (1106-1160) | Theobald IV van Blois (1090-1152) ∞ Mathilde van Sponheim-Karinthië (1106-1160) | Theobald IV van Blois (1090-1152) ∞ Mathilde van Sponheim-Karinthië (1106-1160) | Theobald IV van Blois (1090-1152) ∞ Mathilde van Sponheim-Karinthië (1106-1160) |